# Třásně

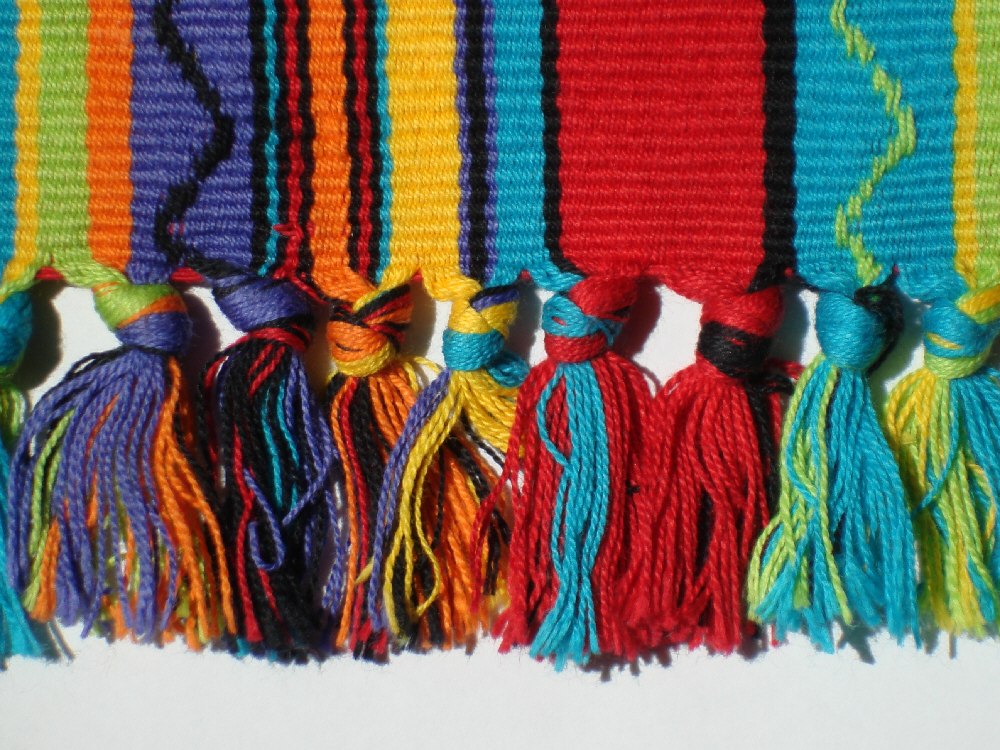
Pestré třásně na prostírce

Třásně (angl.: fringe, něm.: Fransen) jsou niti nebo šňůrky odstávající z jednoho kraje tkaniny, které vznikají tak, že se odříznou příčně probíhající osnovní niti (zatímco druhý kraj tkaniny je pevný). Útkové nitě jsou pak sestaveny do řady a jejich konce sestřiženy do určité linie. Jednotlivé nitě se mohou také (ručně) zauzlovat, splétat nebo svazovat.
Strojově háčkované třásně se vyrábí na galonových stávcích a našívají se jako pozamenty na tkaniny nebo jiné plošné textilie.

## Vlákenný materiál
Příze na třásně jsou většinou z bavlny, polyesterové a polyakrylové stříže, lemování koberců bývá z vlny a ozdobné (leonské) třásně jsou často z lurexu.

## Použití
- Ozdoba čalouněného nábytku (obzvlášť ve 2. polovině 19. století)
- Lemování koberců,[6] závěsů, sukní[7]
- Prachovky apod.[8]